# Faustina Menor
Annia Galèria Faustina Menor (en llatí Annia Galeria Faustina Minor) o Faustina Menor, era la filla d'Ànnia Galèria Faustina i d'Antoní Pius.
En vida de l'emperador Hadrià va ser promesa a Luci Ver, un fill d'Luci Aureli Cèsar però quan el seu pare, Antoní Pius, va ser emperador, l'any 131, es va trencar el compromís, a conseqüència de l'extrema joventut de Luci Ver, i es va prometre a Marc Aureli. El matrimoni no es va celebrar fins al 145 o 146. Va morir en un poble sota les muntanyes del Taure, l'any 175, quan acompanyava l'emperador a Síria, mentre visitava l'Est per restablir la tranquil·litat després de la rebel·lió d'Avidi Cassi, del qual es va dir que estava enamorat d'ella per les seves intrigues.
Les fonts romanes han preservat diversos fets de la vida de Faustina, però el que se'n coneix no li és molt favorable. Dió Cassi i la Història Augusta l'acusen d'enverinar i executar diverses persones. També ha estat acusada d'haver instigat la revolta d'Avidi Cassi contra el seu marit. La Història Augusta parla de continuats adulteris amb mariners, gladiadors i homes de la noblesa romana. Tot i això, Faustina i Marc Aureli sembla que havien estat molt propers i es van estimar amb afecte. Marc Aureli es va afligir molt, i la va omplir d'honors després de la seva mort. La va enterrar al Mausoleu d'Hadrià a Roma. Va ser deïficada, es va col·locar una estàtua seva al Temple de Venus i es va dedicar un temple en el seu honor. El nom d'Halala, el poblet on va morir Faustina, va ser canviat per Faustinòpolis. L'emperador va fer obrir escoles per a noies orfes anomenades Puellae Faustinianae o "Nenes de Faustina".
Va tenir tretze fills i filles. Els més coneguts són:
- Annia Galèria Aurèlia Faustina (147 - després de 175)
- Ànnia Aurèlia Galèria Lucil·la (148 - 182)
- Fadil·la (159 - 192)
- Annia Cornifícia Faustina Menor (160 - després del 211)
- Luci Aureli Còmmode (161 - 192)
- Anni Ver (cèsar) (163 - 170)
- Víbia Aurèlia Sabina (170 - abans del 217)